# Stade 1er Novembre 1954 (Tizi Wuzu)
Stade 1er Novembre 1954 – wielofunkcyjny stadion w Tizi Wuzu, w Algierii. Został otwarty 12 marca 1978 roku. Może pomieścić 20 000 widzów. Swoje spotkania rozgrywają na nim piłkarze klubu JS Kabylie. Nazwa stadionu upamiętnia dzień rozpoczęcia algierskiej wojny o niepodległość.
23 sierpnia 2014 roku JS Kabylie przegrało na tym stadionie w meczu ligowym z USM Algier 1:2. Jedynego gola dla zespołu gospodarzy zdobył Kameruńczyk, Albert Ebossé Bodjongo. Po meczu zawodnik został przewieziony do szpitala, gdzie stwierdzono jego zgon. Pierwsze doniesienia mówiły o tym, że został trafiony kamieniem przez jednego z kibiców podczas gdy schodził z boiska, późniejsze śledztwo wykazało jednak że powodem śmierci były obrażenia powstałe w wyniku pobicia i dźgnięcia nożem, do czego miało dojść po meczu w szatni.
W 2010 roku rozpoczęto w Tizi Wuzu budowę nowego stadionu na 50 000 widzów, na który docelowo mają przenieść się piłkarze JS Kabylie. Prace miały zakończyć się w 2014 roku, ale budowa znacząco się przedłużyła. Od maja 2019 roku, gdy stopień zaawansowania budowy oceniano na 90%, nie są prowadzone dalsze prace.